# فرودگاه ژان‌جیانگ
فرودگاه ژان‌جیانگ (به انگلیسی: Zhanjiang Airport) (به زبان بومی: 湛江机场) یک فرودگاه با کد یاتا ZHA است که یک باند فرود آسفالت دارد و طول باند آن ۲۴۰۰ متر است. این فرودگاه در شهر ژیاشان کشور چین قرار دارد و در ارتفاع ۳۸ متری از سطح دریا واقع شده است.

## شرکت‌های هواپیمایی و مقصدهای پروازی
| شرکت‌های هواپیمایی  | مقصدهای پروازی                        |
| ------------------ | ------------------------------------- |
| هواپیمایی شرقی چین | پکن، چنگچینگ ییانگبی، کونمینگ چانگشوی |
| Lucky Air          | چنگدو شوانگلیو، لانگ‌دونگ‌بائو گوئی‌یانگ |
| شنژن ایرلاینز      | شنژن بن                               |